# Bahrenfleth
Bahrenfleth là một đô thị ở huyện Steinburg, bang Schleswig-Holstein, Đức. Đô thị này có diện tích 14,77 km², dân số thời điểm 31 tháng 12 năm 2006 là 608 người.